# 34. п. н. е.

## Догађаји
- Тријумф Антонија у Александрији. Антоније је свом сину од Клеопатре, Александру доделио Јерменију, Медију и Партију, а свом сину Птоломеју Феникију, Сирију и Киликију. Антоније је уместо Октавијана прогласио Цезариона за Цезаровог наследника.

## Смрти
- Салустије Крисп, римски историчар